# 패서디나 컨벤션 센터

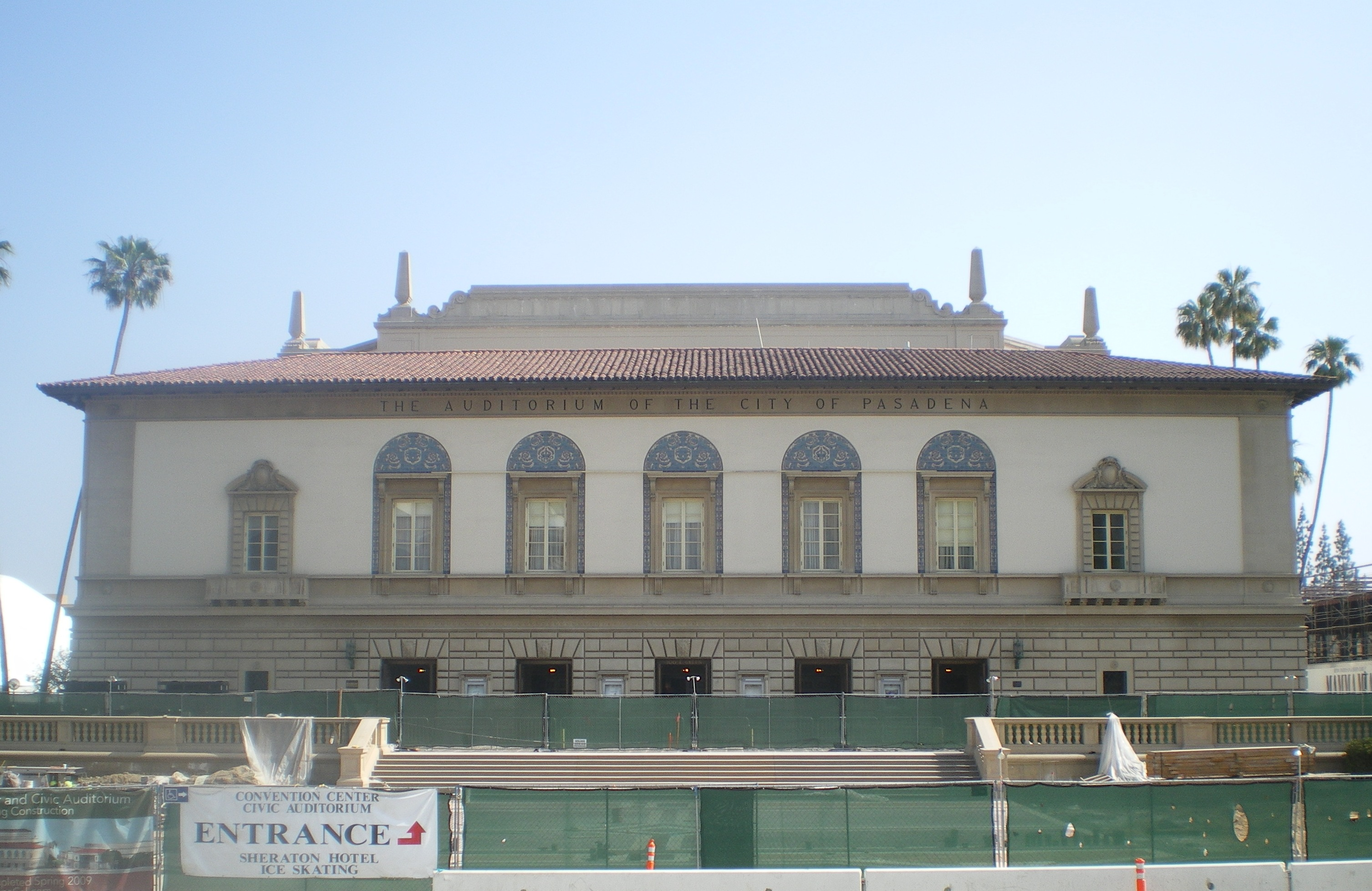
패서디나 컨벤션 센터

패서디나 콘퍼런스 센터(영어: Pasadena Convention Center)는 미국 캘리포니아 주 패서디나에 위치한 종합 전시관 및 공연장이다. 로스앤젤레스 근처에 위치해 있으며 세 개의 건물로 구성되어 있다. 대한민국 가수 이승환이 2007년 4월 6,7일 이곳에서 단독 공연을 가졌다.

## 전시관
전시관은 2,900 제곱미터의 전시공간에 최대 4,400개의 좌석이 다양한 행사를 위해 설치 가능하다. 옆에 위치한 다른 전시관은 1,400 제곱미터에 600명의 관객을 수용할 수 있다.

## 콘퍼런스관
콘퍼런스 빌딩은 20개의 회의장이 있고 면적은 2,600 제곱미터다.